# 魔女っ娘ア・ラ・モード
『魔女っ娘ア・ラ・モード』（まじょっこア・ラ・モード）は2003年8月29日にF&C FC01より発売された18禁恋愛アドベンチャーゲーム。2004年11月25日にインターチャネルよりCEROレーティング15才以上対象のPlayStation 2版『魔女っ娘ア・ラ・モード 唱えて、恋の魔法!』が発売され、2005年4月28日にはこのPS2版での追加シナリオを含んだDVD EDITIONがF&C FC01から発売された。また、2005年6月24日には、本作の続編『魔女っ娘ア・ラ・モードII 〜光と闇のエトランゼ〜』（時代的には以前の話）が発売された。また、2006年7月27日には電脳CLUBからDVD PlayersGame版が発売された。2009年10月13日よりポケットヒロイン、2010年11月30日よりmobage、2011年1月31日よりGREE、2012年7月25日よりPixivゲームより配信されており、一連のモバイル版は株式会社デジタルジャケットが提供。

## ゲームシステム
本作のゲーム進行は、基本的には一般の恋愛アドベンチャーゲームのそれと同様に、移動や会話においていくつか表示される選択肢の中から1つを選ぶ事によって進行する。
ただし、試験を舞台にしたシナリオとなっている本作では、その試験の1つとして3択のクイズゲームが用意されている。そのルールは以下の通り。
- 試験は全10問で、主人公とヒロインが交互に5問ずつ挑戦する。
- 問題には3つのジャンル（算数・魔法・一般）と3段階の難易度（正解時の得点が低い方から順に10点・15点・20点）が設定されており、そのそれぞれに2問ずつ問題が用意されている。よって計18問の中から挑戦する10問を選ぶ事になる。
- 合計点が100点以上になれば合格。10問終了して100点に満たないか、2人合計で3問間違えてしまうと不合格。
豆知識:8問正解で100点に到達しないケースはあり得るが、9問正解すれば合格は保証される（10点問題全問と15点問題2問正解で10×6+15×2=90点、もう1問正解すると+15or20で105～110点）。

なお、このイベントはミルキー攻略時は発生しない他に、ヒロインによって得意なジャンルなどに差がある。

## ストーリー
人と精霊が共存する魔法王国『ミント王国』。国民達は女王の下、平和な暮らしを送っている。
そのミント王国にある魔法学校『トゥインクルアカデミー』で、夏休みを前に試験が行われることになった。その試験はいつもと異なり、二人一組で行われるという。ダイルとユーキはパートナーとする美少女を求め、お互いにしのぎを削りあうことに……。

## メインキャラクター
ダイル・クライス
主人公（名前は変更可能）。朝は非常に弱く、いつもユーキに床にたたきつけられては意味不明な絶叫を発する。色恋沙汰には非常に鈍感で、シルビアとエレーネが自分に向ける気持ちに気づいていない。光の精霊を感じることができる（これができるのは、クラスの中では彼を除くと筆頭女王候補のエレーネのみ）。
シルビア・アイゼット（声：カンザキカナリ）
火風の月25日生まれ。身長163cm。3サイズはB85、W56、H83。
主人公とエレーネの幼なじみ。ちょっぴり勝気な女の子で、面倒見の良さと気の強さが特徴。一人称は「ボク」。モンスターの「モ」の字を聞くだけでも逆上してしまうが、これにはとある事情がある。得意な魔法は火の攻撃魔法。主人公が好きなのだが、本人のみが気づいていないことが悩みの種。さらに幼なじみのエレーネもダイルが好きなので、恋の三角関係に悩ませるが、期末試験にダイルとエレーネと共にパートナーが必要となり事態は急展開する。
エレーネ・シルバーナ（声：一色ヒカル）
土の月10日生まれ。身長157cm。3サイズはB83、W53、H82。
主人公とシルビアの幼なじみ。魔力のキャパシティーが賢者並に高く、あらゆる属性の魔法を得意とする上、一般人には扱えない光魔法をも使いこなせる為、24人いる次期女王候補者の中でも本命視されている。それだけにカリスマ性が強く、可愛くて優しいので、学園でもファンクラブが出来る程の人気がある。彼女も主人公の事が好きなのだが、シルビアの想いも知っているのでなかなか言い出せない。このようにおしとやかで控えめだが、自分の意見はハッキリと主張する性格。競い合う事が苦手で、恋にはちょっと奥手なところがある。少しおっちょこちょいで、運動が苦手。趣味は読書。特技は料理で、特にミントパイには自信がある。なお、「まじょかべ」では本編とは違うエンディングが用意されている他、DVD版付属のドラマCDではなぜか悪役を演じている。
ナナ（声：春野かえる）
光の月1日生まれ。身長150cm。3サイズはB79、W58、H78。
大賢者ソレイユと錬金術研究員らのチームが、研究所でソレイユが見出した魔力が強力な幼い子供より採取した便から錬金術で誕生させる事に成功した7番目のホムンクルス。子供から生み出された影響で純真無垢な性格かつ好奇心旺盛で、男女の事に関しても無知である。羞恥心皆無に等しいが、それはトゥインクルアカデミーが研究所外の世界初体験であるから。なお、魔法は使えない。名前の由来は7番目に生まれたホムンクルスであることから（正式名はVersion7と呼ばれる）。愛称は「なっちゃん」。
リディア・アーセナル（声：草柳順子）
水の月11日生まれ。身長154cm。3サイズはB82、W55、H81。
成績優秀な頭脳派。魔力の強さは人並みだが、理論的で効率良く魔法を使うテクニックに長けている。薬に関する知識が豊富。実験や研究に没頭しており、クールで近寄りがたい雰囲気から、アカデミーでも孤立しがち。そのためにクラスメイトから王国転覆を企む闇の魔女と噂されている。本当は寂しがり屋で心の優しい性格。いつも子供のブラックドラゴン「コドラン」を連れている。
ミルキー・ミルコック（声：大野まりな）
水土の月11日生まれ。身長139cm。3サイズはB72、W53、H74。
年下の1年生で極度のあがり症。ゴーレムに捕まっているところを助けられたのがきっかけで主人公を好きになる。マイナス思考で人見知りが激しく、泣き虫。人と話すのが苦手な為、同級生に友達はいない。花が好きで、植物を育てるのに役立つ水と土の魔法を得意とする。なお、彼女は下級生なので、彼女のシナリオでは試験のイベントは発生しない。
ホルン・スティープル（声：氷青（PS2版）、果林（DVD版））
闇の月19日生まれ。身長158cm。3サイズはB81、W53、H83。
PS2/DVD版追加キャラ。行動派な有角族の少女。その環境故滅多に使うことはないが、闇魔法が得意。魔力もエレーネに次いで高く、成績はトップクラス。自由奔放な性格で、クラスメイトに迷惑をかける事が多いが、人を思いやる優しい心を持っている。好きな食べ物は学食の人気メニュー、スペシャルタラポテマスタードサンド。

## サブキャラクター
アクア・アラベスク（声：島村佳奈）
水の月15日生まれ。身長165cm。3サイズはB89、W59、H88。
主人公達のクラスの担任。自らの仕事に愛と誇りを持っていて、生徒を一人前の魔法使いに育てる事を生きがいとしている。面倒見が良く美人なので、人気がある。
ソレイユ・ブリリアント（声：夏野向日葵）
光の月20日生まれ。身長130cm。
大賢者と呼ばれるほどの魔力と知識の持ち主で、外見は見た目こそ幼い子供のようだが、実はかなりの高齢。絶大な量の魔力が老化を遅くしている。第64代目の女王候補だったが、辞退した経緯がある。錬金術によってナナを誕生させる。
ユーキ・ハイマン（声：満月満丸）
風の月25日生まれ。身長177cm。
主人公と同室の親友。風魔法に長け、朝が弱い主人公をいつもその魔法で床にたたきつけて起こす。そのために彼の魔法は日々上達している。顔が暑苦しいのが特徴。
スフィア（声：上野空）
DVD版に付属する、ドラマCDのみに登場するキャラ。ユーキとミルキーに追いかけられていたところを、リディアとホルンに助けられる。記憶喪失。
キュー
ミント王国の森に生息する野生の草食動物であるキュロキュロの子どもで、アカデミーの中庭でナナと会って以来仲良しになり、部屋で飼われる。だがある日突然死してしまい、そのショックが寿命が迫っているナナを苦しめる事になる。後にソレイユによってサイボーグ化されてロボキューとして復活する。
フグ・ヴェノム
ダイルよりも断然上の魔力を持っている優等生であり、リディアを闇の魔女と決め付け、アカデミーから追い出そうと目論んでいる。
ピヨタ・ラグナロワ
広場でミント焼きを開いてる屋台主であるが、以前は王国最強の料理人として名を馳せていた。彼が作るオークの尻尾焼きは究極料理と謳われ、その評判を聞いた女王がお忍びで店を訪れたとも言われている。
魔力が高い男の子
迷子になっているところに主人公達が見つけ出して、母親に合わせた一見普通のあどけない男の子だが、小説版では物語から2年前の幼児時に魔力の高さをソレイユに見出されて、錬金術研究所でホムンクルスの素になった便を排出して、事実上ナナを産み出す大役を果たした。但し、その直後に機密とプライバシー保護の理由で魔法によってその記憶が消され、その便からナナが生み出された事を知らず（ソレイユと研究員だけの秘密）、産みの親にも係わらずナナの事を「おねーちゃん」と呼んでいた将来的にはアカデミーに入学する事を夢みている。

## スタッフ
- シナリオ：田中タクヤ、内藤隼人、定池真実、宮村優
- キャラクターデザイン：こつえー、魚、ちこたむ
- 音楽：NAKID
  - OP：Nostalgia
作詞：桃井はるこ
作曲：桃井はるこ
ボーカル：UNDER17
その他：歌詞の中にはないちもんめの歌詞の一節がある。
  - ED:Adolescence
作詞：桃井はるこ
作曲：桃井はるこ
ボーカル：UNDER17
その他：DVD版同梱のドラマCDのED曲に別アレンジ有り。
  - DVD版同梱ドラマCD OP曲:Hide and seek
作詞：桃井はるこ
作曲：桃井はるこ
編曲：manzo
ボーカル：桃井はるこ
その他：歌詞の中にかくれんぼにおけるかけ声がある。

## 「まじょかべ」
まじょかべは、2004年2月27日に一般発売（2003年12月28日、コミケで先行販売）された、本作の壁紙集+ミニADV。ミニADV「まじょの夏休み」には、新しく「レイリス」（原画：藤原々々）というキャラが登場する。
なお、ミニADV登場キャラは主人公とレイリスの他にシルビア、エレーネ、ユーキの3名のみ。ストーリーはエレーネのシナリオの外伝となるため、シルビアを攻略することはできない。
システム面では本編と変わりないが、音声がMP2に変わっている。

### 「まじょの夏休み」ストーリー
ダイルはエレーネをパートナーに選び、無事に試験に合格する。そして迎えた夏休み前日、ダイルのベッドに謎の少女レイリスがあらわれる。レイリスとダイルは急速に仲良くなるが、そんな二人にエレーネの不満は爆発。ダイルはエレーネとレイリス、どちらかを選ぶことになってしまう。

### 「まじょの夏休み」追加キャラクター
レイリス（声：桜川未央）
いつの間にか、主人公のベッドで寝ていた少女。名前以外の素性は不明。主人公によく懐くが、なぜかシルビアにはなつかない。明るい性格だが、極度の人見知り。ちなみに、初めて登場した際は何も着るものを持っていなかったので、普段はエレーネのおさがりを着ている。